# Touax
 (août 2016).
Si vous disposez d'ouvrages ou d'articles de référence ou si vous connaissez des sites web de qualité traitant du thème abordé ici, merci de compléter l'article en donnant les références utiles à sa vérifiabilité et en les liant à la section « Notes et références ».
Touax est un groupe français de vente, la location et la gestion d'équipements logistiques. Depuis 1998, il est conjointement géré par Fabrice et Raphaël Walewski.
Ce groupe est spécialisé dans la location et la vente de matériel de transport, conteneur maritimes, wagons de fret, wagons intermodaux, caisses mobiles routières, barges fluviales, péniches, automoteurs, pousseurs et constructions modulaires. 
Le groupe propose également des prestations de transport et d'affrètement de marchandises. 
Il est coté à la bourse de Paris depuis 1906.
Le groupe Touax a été créé en 1853 sous le Second empire par Léon Isidore Molinos.

## Histoire
La société a été créée en 1853 sous Napoléon III. Elle commence son activité de transport fluvial sur la Seine puis sur l’Oise. Touax est officiellement créée en 1898 lors de la fusion avec une autre société. En 1906, la société entre en bourse. 
En 1955, le groupe commence à se diversifier en investissant dans l'activité wagons de fret. En 1973, il lance l'activité de constructions modulaires, puis il acquiert en 1985 la société Gold Container Corporation, spécialisée dans les conteneurs maritimes, et poursuit ainsi sa diversification.
En 1995, Touax démarre la gestion de matériels pour le compte d'investisseurs, puis il devient en 2007 fabricant de constructions modulaires au travers de deux usines.
En 2008, il franchit le seuil d'un milliard d'actifs gérés par le groupe. Il intègre l'indice SBF 250.
À partir de 2012, le groupe se développe en Afrique et en Amérique du Sud.

## Présidents
- 1898-1912 : Léon Isidore Molinos (1848-1914), président du conseil d'administration de la Société générale de touage et de remorquage dont le siège social était au no 19 rue d'Athènes à Paris.

## Données financières
| (en millions d'euros - IFRS)      | 31/12/2012 | 31/12/2011 | 31/12/2010 | 31/12/2009 | 31/12/2008 |
| --------------------------------- | ---------- | ---------- | ---------- | ---------- | ---------- |
| Chiffre d'affaires total          | 357,99     | 335,81     | 302,39     | 271,70     | 368,70     |
| dont chiffre d'affaires locations | 219,03     | 221,42     | 207,78     | 194,93     | 205,50     |
| Ebitda après distribution         | 61,78      | 57,75      | 53,76      | 48,98      | 53,54      |
| Résultat opérationnel courant     | 29,62      | 31,48      | 29,97      | 28,30      | 37,45      |
| Résultat net part du groupe       | 9,1        | 13,43      | 13,28      | 14,19      | 16,84      |
| Actifs gérés sous gestion         | 1 580      | 1 454      | 1 375      | 1 303      | 1 229      |

## Données boursières
|                                             | 2012      | 2011      | 2010      |
| ------------------------------------------- | --------- | --------- | --------- |
| Derniers cours de l'année (€)               | 21,71     | 21,80     | 29,49     |
| Évolution du cours de l'année               | -0,40 %   | -26 %     | 32 %      |
| Nombre d'actions au 31 décembre             | 5 740 267 | 5 720 749 | 5 695 651 |
| Capitalisation boursière au 31 décembre (1) | 124,62    | 124,71    | 167,82    |

(1) en millions d'euros

## Actionnaires
Liste des principaux actionnaires au 28 novembre 2021 :
| Nom                                               | Actions | %      |
| ------------------------------------------------- | ------- | ------ |
| Alexandre Colonna Walewski                        | 814 854 | 11,6 % |
| Fabrice Colonna Walewski                          | 731 331 | 10,4 % |
| Raphaël Colonna Walewski                          | 656 586 | 9,36 % |
| M. Elsasser Vermögensverwaltung Wealth Management | 442 000 | 6,30 % |
| DZ Privatbank (de)                                | 419 605 | 5,98 % |
| City Financial Investment                         | 374 220 | 5,34 % |
| Quaero Capital                                    | 277 655 | 3,96 % |
| Tocqueville Finance                               | 126 054 | 1,80 % |
| Montbleu Finance                                  | 115 166 | 1,64 % |
| Talence Gestion                                   | 88 918  | 1,27 % |